# Solenopsis fairchildi
Solenopsis fairchildi é uma espécie de formiga do gênero Solenopsis, pertencente à subfamília Myrmicinae.